# Galumna mollis
Galumna mollis är en kvalsterart som beskrevs av Kunst 1958. Galumna mollis ingår i släktet Galumna och familjen Galumnidae. Inga underarter finns listade i Catalogue of Life.